# Puchenstuben
Puchenstuben ist eine Gemeinde mit 268 Einwohnern (Stand 1. Jänner 2024) im Bezirk Scheibbs in Niederösterreich.

## Geografie
Puchenstuben liegt im Mostviertel in der niederösterreichischen Eisenwurzen. Die Fläche der Gemeinde umfasst 41,28 Quadratkilometer. Davon sind 85 Prozent bewaldet und 12 Prozent landwirtschaftliche Nutzfläche.

### Gemeindegliederung
Das Gemeindegebiet umfasst folgende 10 Ortschaften (in Klammern Einwohnerzahl Stand 1. Jänner 2024):
- Bergrotte (43)
- Brandeben (5)
- Brandgegend (2)
- Buchberg (17)
- Gösing an der Mariazellerbahn (8)
- Laubenbach (10)
- Puchenstuben (169)
- Schaflahn (1)
- Sulzbichl (12)
- Waldgegend (1)

Die Gemeinde besteht aus der Katastralgemeinde Puchenstuben.

### Nachbargemeinden
| St. Anton an der Jeßnitz | Frankenfels (PL)                            |                                   |
|                          | Kompassrose, die auf Nachbargemeinden zeigt | Schwarzenbach an der Pielach (PL) |
| Gaming                   | Annaberg (LF)                               |                                   |

## Geschichte
Im Altertum war das Gebiet Teil der Provinz Noricum.
Der zur Gemeinde Puchenstuben gehörige Ort Gösing wurde erstmals im Jahre 1261 als Göznich erwähnt. Christian Haller, Wirt in Puchenstuben, war einer der Anführer im Bauernaufstand gegen die adligen Herrschaften am Ende des 16. Jahrhunderts. Schon im 17. Jahrhundert wurde in Puchenstuben Blei und geringe Mengen Silber abgebaut. Den Höhepunkt erreichte der Bergbau am Anfang des 18. Jahrhunderts.
Buchenstuben gehörte bis zur Revolution von 1848/1849 im Kaisertum Österreich zur Herrschaft Kirchberg an der Pielach.

### Bevölkerungsentwicklung
2015 hatte die Gemeinde 317 Einwohner, von denen 53 bzw. 16,7 % Asylwerber waren. Damit war Puchenstuben jene Gemeinde Österreichs, die bezogen auf die Einwohnerzahl die meisten Asylwerber aufnahm.

## Kultur und Sehenswürdigkeiten

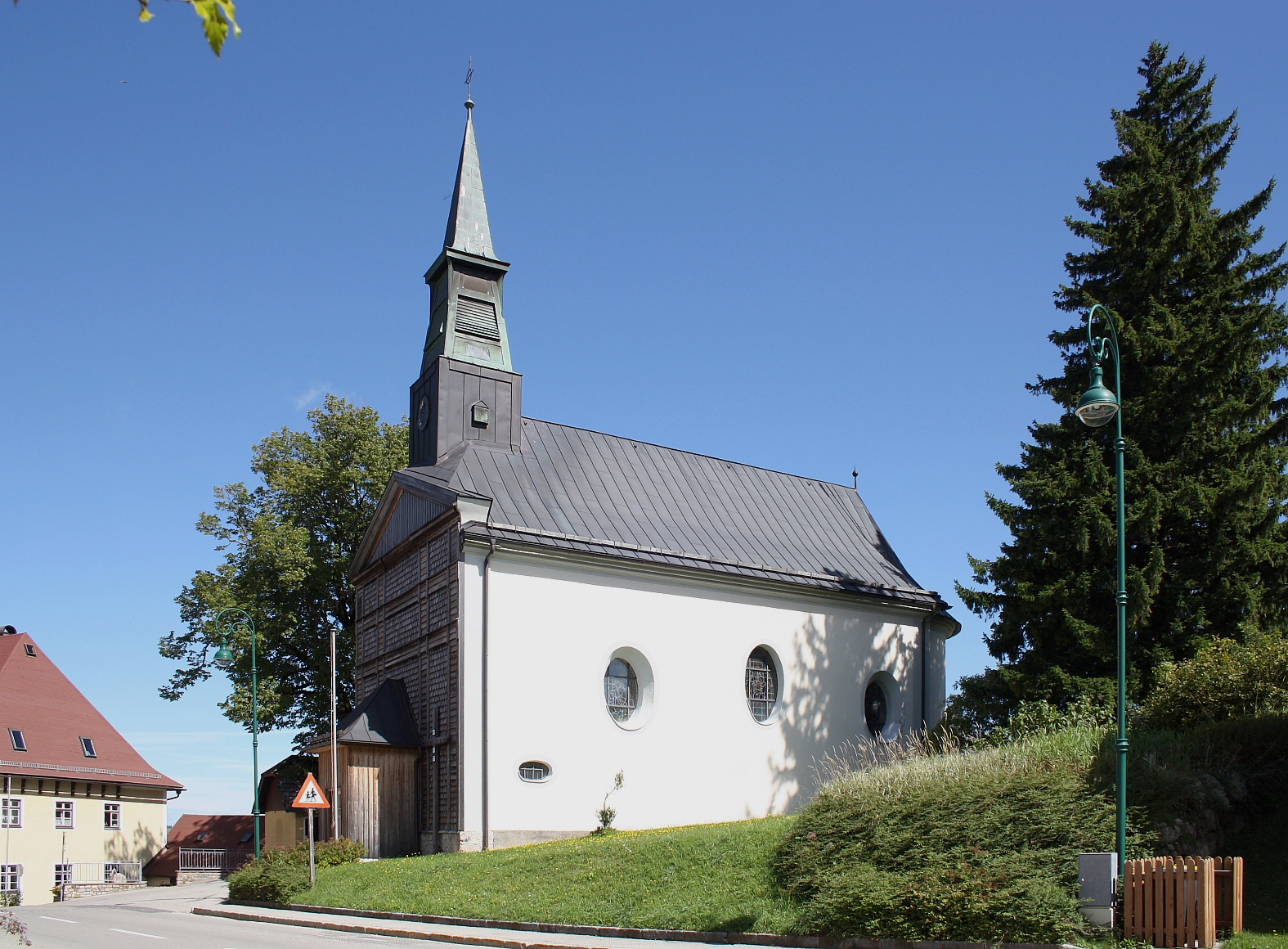
Pfarrkirche Puchenstuben

- Katholische Pfarrkirche Puchenstuben hl. Anna
- Trefflingfall
- Kaufladen zur Buchenen Stub’n
- In Puchenstuben gibt es neben einem Freibad auch einen Tennisplatz. Ein Bummelzug Ötschi's Bahnorama[5], der planmäßig an Sonn- und Feiertagen zweimal täglich vom 1. Mai bis 26. Oktober vom Bahnhof Puchenstuben über Sulzbichel und Trübenbach nach Erlaufboden und retour verkehrte, wurde wieder eingestellt.
- In oder durch Puchenstuben gibt es einen Planetenwanderweg[6]

### Vereine und Organisationen
Puchenstuben hat mehrere Vereine und Organisationen: Freiwillige Feuerwehr, Bergrettung, Wintersportverein, Freizeitsportverein, Emsis Motorsport und eine Theatergruppe.

## Wirtschaft und Infrastruktur
Nichtlandwirtschaftliche Arbeitsstätten gab es im Jahr 2001 24, land- und forstwirtschaftliche Betriebe nach der Erhebung 1999 34. Die Zahl der Erwerbstätigen am Wohnort betrug nach der Volkszählung 2001 122. Die Erwerbsquote lag 2001 bei 41,25 Prozent.
- Mit 1. September 2017 hat die Handelskette Nah & Frisch in Puchenstuben eine Filiale eröffnet.

### Öffentliche Einrichtungen
In Puchenstuben befindet sich eine Volksschule.

### Verkehr
Der Hauptort Puchenstuben ist von der Mariazellerbahn und der Puchenstubner Straße B28 erschlossen.

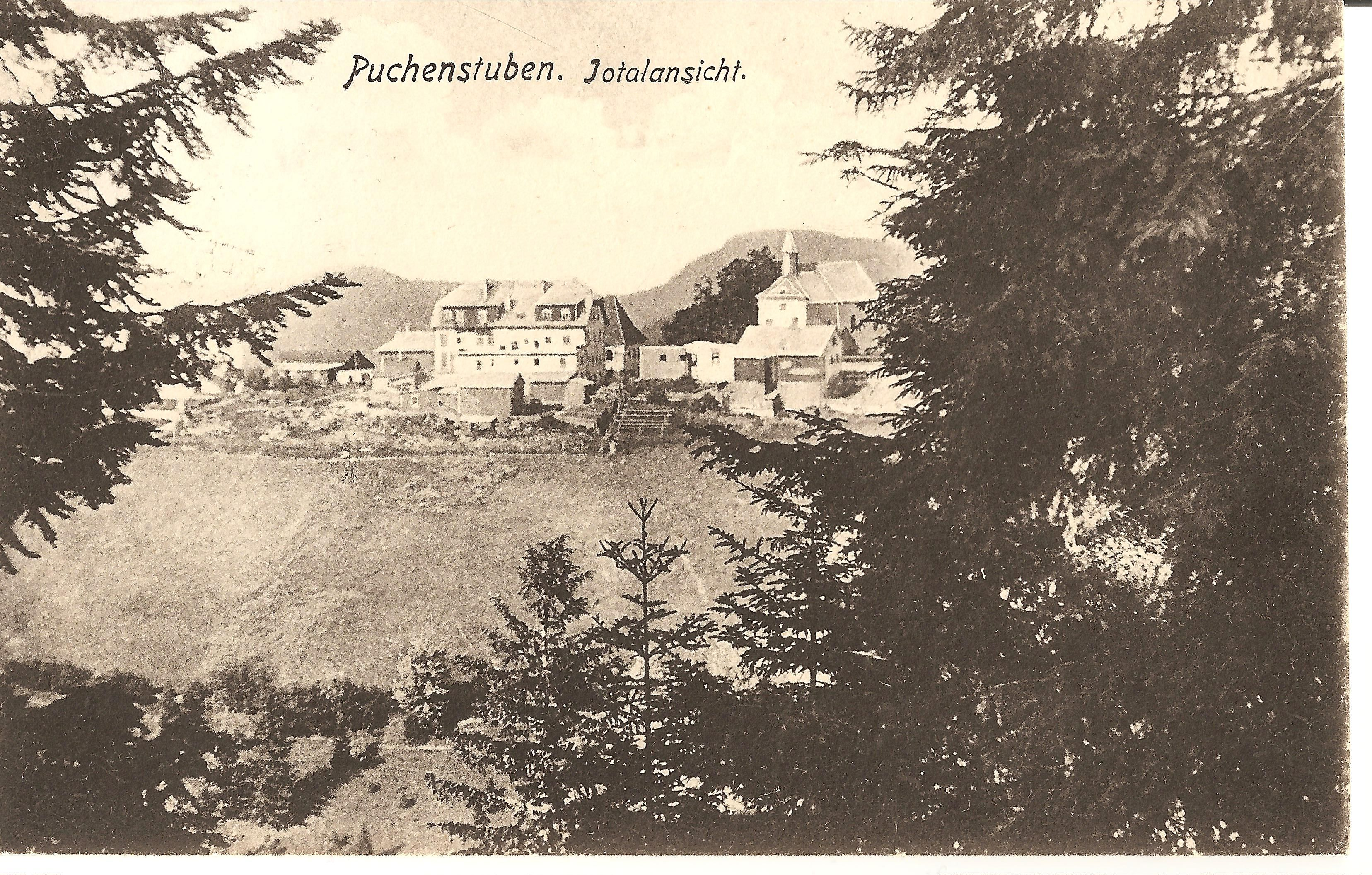
Ansicht von Puchenstuben um 1919
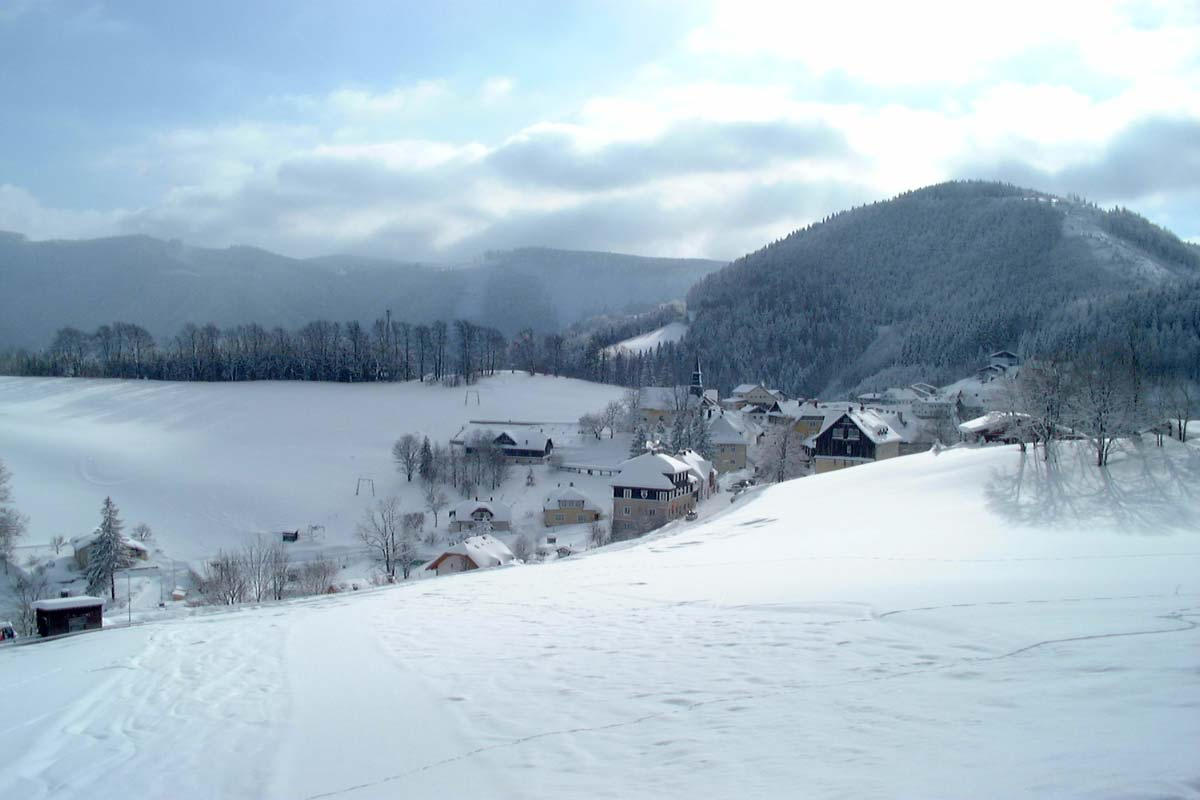
Puchenstuben im Winter 2000
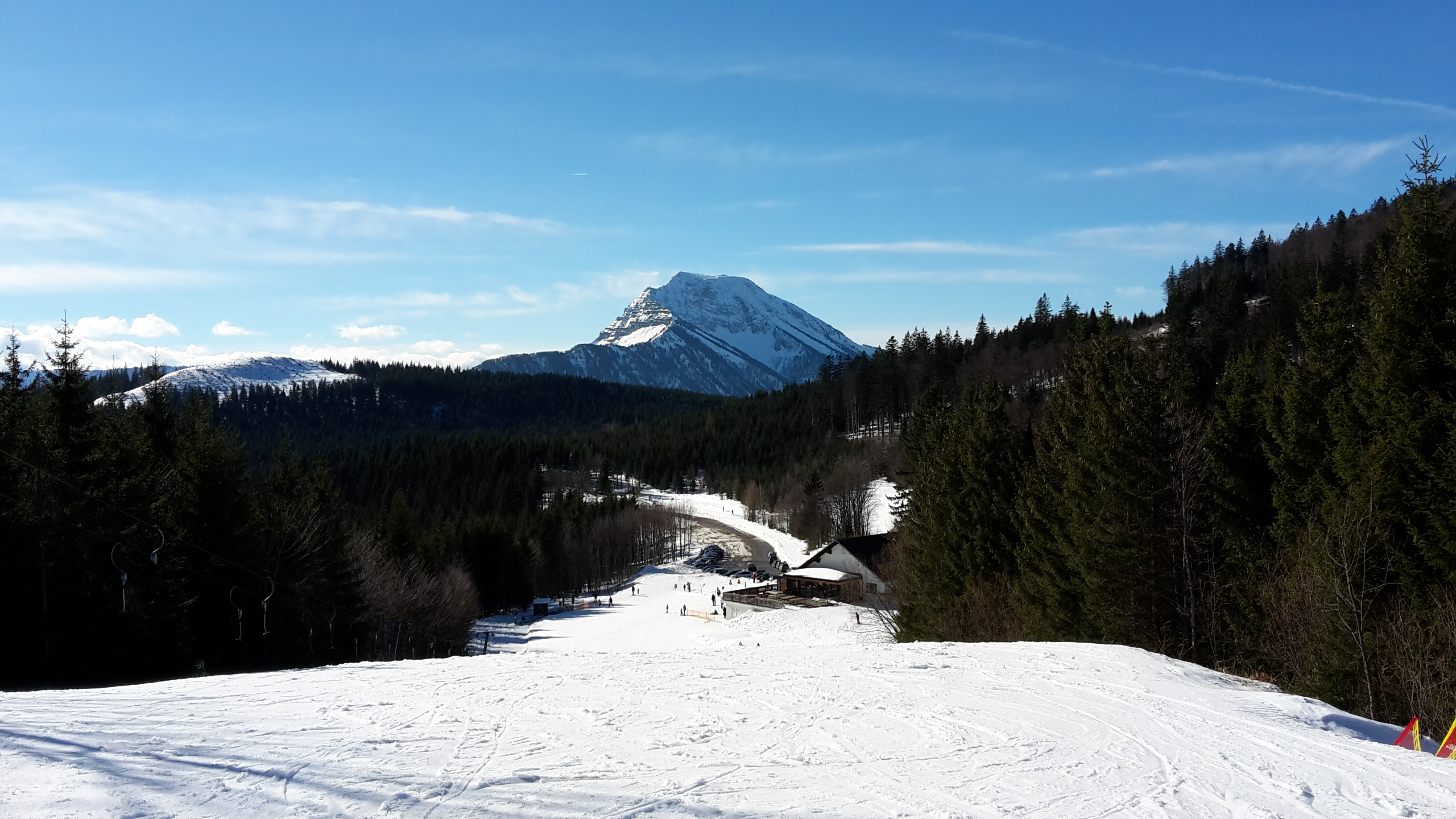
Blick von den Turmkogelliften zum Ötscher
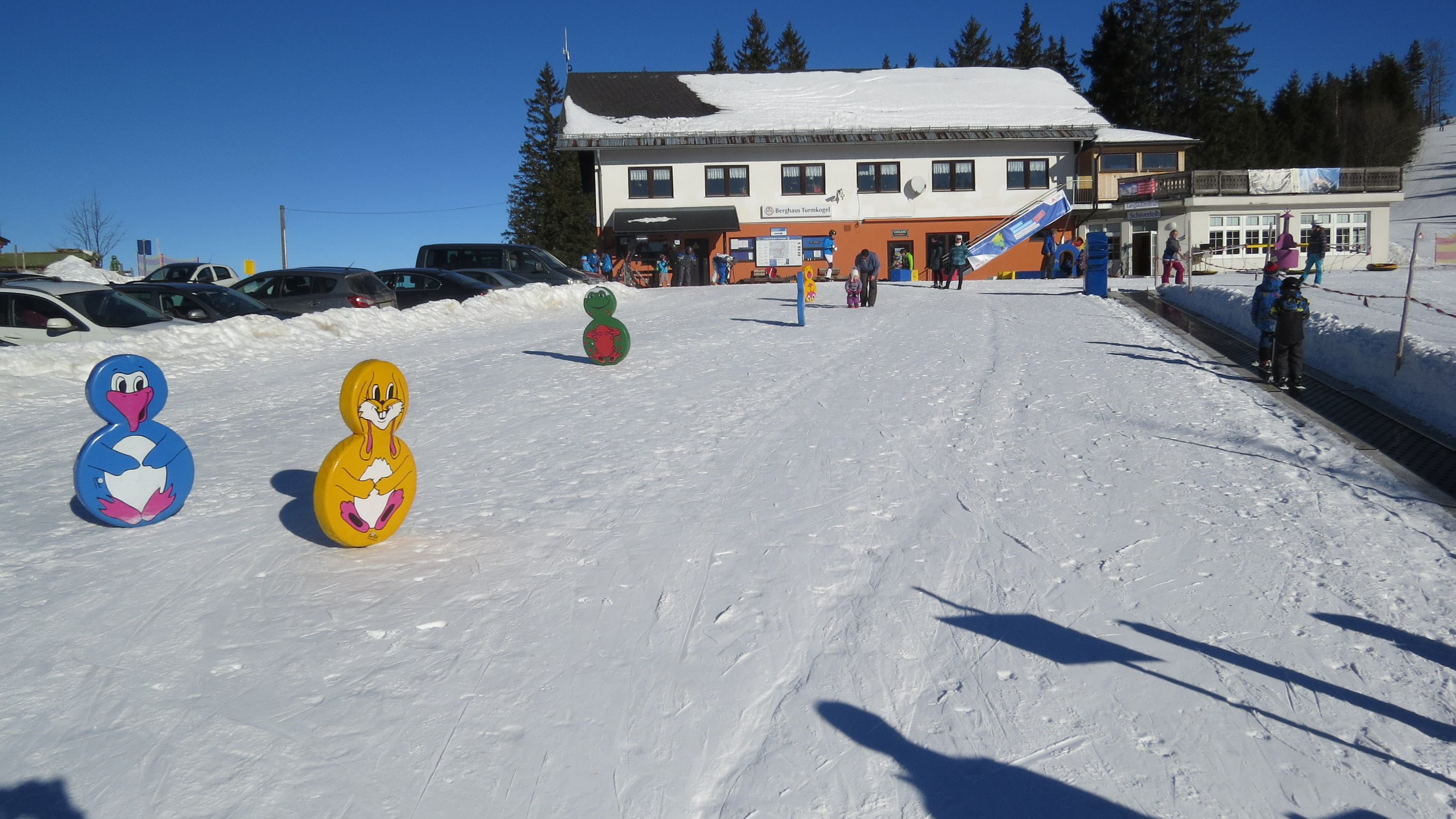
Berghaus Turmkogel mit den Kinderliften

## Politik

### Gemeinderat
| Der Gemeinderat hat 13 Mitglieder. - Mit den Gemeinderatswahlen in Niederösterreich 1990 hatte der Gemeinderat folgende Verteilung: 8 ÖVP und 5 SPÖ. - Mit den Gemeinderatswahlen in Niederösterreich 1995 hatte der Gemeinderat folgende Verteilung: 8 ÖVP und 5 SPÖ. - Mit den Gemeinderatswahlen in Niederösterreich 2000 hatte der Gemeinderat folgende Verteilung: 7 SPÖ und 6 ÖVP. - Mit den Gemeinderatswahlen in Niederösterreich 2005 hatte der Gemeinderat folgende Verteilung: 9 SPÖ und 4 ÖVP. - Mit den Gemeinderatswahlen in Niederösterreich 2010 hatte der Gemeinderat folgende Verteilung: 9 SPÖ und 4 ÖVP. - Mit den Gemeinderatswahlen in Niederösterreich 2015 hat der Gemeinderat folgende Verteilung: 9 SPÖ und 4 ÖVP. - Mit den Gemeinderatswahlen in Niederösterreich 2020 hat der Gemeinderat folgende Verteilung: 7 ÖVP und 6 SPÖ. | Die zur Anzeige dieser Grafik verwendete Erweiterung wurde dauerhaft deaktiviert. Wir arbeiten aktuell daran, diese und weitere betroffene Grafiken auf ein neues Format umzustellen. (Mehr dazu) |

### Bürgermeister
- 1850–1857 Johann Fallmann
- 1857–1864 Josef Brandl
- 1864–1879 Josef Hackner
- 1879–1912 Franz Bachinger
- 1912–1934 Ignaz Buder
- 1934–1938 Josef Rauchberger
- 1938–1945 Leo Burger
- 1945–1950 Alois Weinberger
- 1950–1958 Leopold Sawicki
- 1958–1965 Leopold Heindl
- 1965–1974 Adolf Kratzer
- 1974–1985 Florian Tiefenbacher (ÖVP)
- 1985–2000 Alois Karner (ÖVP)
- 2000–2015 Christian Kogler (SPÖ)
- 2016–2019 Petra Jani (SPÖ)
- 2019–2020 Dominik Kogler (SPÖ)
- seit 2020 Helmut Emsenhuber (ÖVP)

### Wappen
Der Gemeinde wurde 1977 folgendes Wappen verliehen: In einem silbernen Schild, unter einem schwarzen Schildeshaupt, eine grüne Buche mit ebensolchen Stamm und Wurzeln; das Schildeshaupt ist belegt mit einem gekreuzten silbernen Bergwerksemblem, Schlegel und Eisen, das von zwei ebenfalls silbernen Pilgermuscheln begleitet wird.
Symbolik: Die Buche im Puchenstubener Wappen soll auf die alte Schreibweise des Ortsnamens Buchenstuben hinweisen.

## Persönlichkeiten
- Christian Haller († 1597), Anführer in den Bauernaufständen
- Magda Babitsch (1908–1981), Lehrerin und Schriftstellerin